# القاعة المصرية

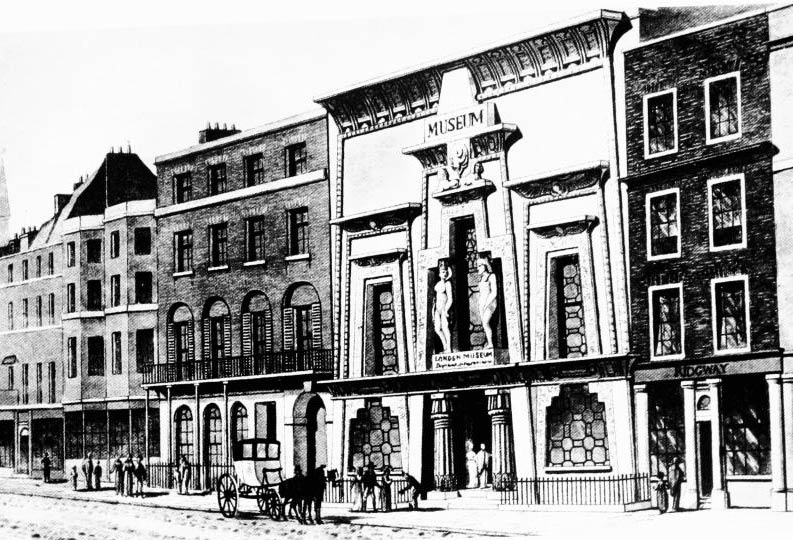
واجهة القاعة المصرية في عام 1815م.

القاعة المصرية (بالإنجليزية: Egyptian Hall) في بيكاديللي في لندن كانت قاعة عرض بنيت على الطراز المصري القديم في عام 1812م وقام بتصميمها بيتر فريدريك روبنسون. ولكن تم هدم القاعة  في عام 1905م وهو الآن مقهى ستاربكس.

## التاريخ

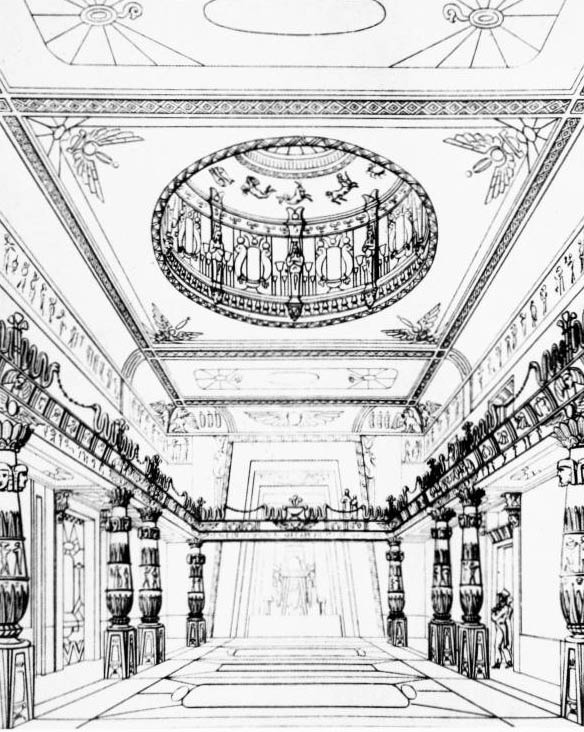
غرفة كبيرة من داخل القاعة المصرية القاعة التي أعاد تصميمها جون بابوورث في عام 1819م.

تم الانتهاء من بناء القاعة المصرية في شارع بيكاديللي في لندن بتكليف من ويليام بولوك بغرض أن تكون كمتحف لاستضافة مجموعة مقتنياته (التي شملت التميمة أو العجيبة التي أحضرها الكابتن كوك من البحار الجنوبية) وذلك في عام 1812م بتكلفة 16.000 جنيه استرليني. وكانت أول بناية في إنجلترا متأثرة بالطراز المصري وهي مستوحاة جزئيا من نجاح الغرفة المصرية في منزل توماس هوب في شارع دوقة الذي كان مفتوحا للجمهور والذي قد تم تزويدها بشكل جيد في منزل توماس هوب من حيث الأثاث والديكور الداخلي وذلك في لندن من عام 1807. ولكن خلافا لقاعة ويليام بولوك المصرية في بيكاديللي لم تتم اختيار واجهة جديدة كلاسيكية لقاعة توماس هوب حيث تلمح للديكور المصري الذي تتضمنه. وقد تراكمت التصاميم التفصيلية لمختلف المعابد على النيل والأهرامات وأبو الهول للخبراء والمصممين في أعمال مثل برنار دي مونتفوكون في كتابه (ten-volume L'Antiquité expliquée et representée en figures) الذي صدر بين عامى (1719م-1724م) والذي تم استنساخه وتجميع جميع الأثار القديمة بشكل منهجى فيما بعد. و بنوا دي ماييه في وصفه لمصر في عام 1735م. وأيضا في صف ريتشارد بوكوك للشرق وبعض البلدان الأخرى في عام 1743م وفريدريك لويس نوردن في رحلته إلى مصر والنوبة عام 1755م وظهر المجلد الأول من كتاب وصف مصر عام 1810م مؤخرا في باريس. ووضعت تصميمات القاعة من قبل المهندس المعماري بيتر فريدريك روبنسون. وقد عرض ويليام بولوك مجموعته في شيفيلد وليفربول قبل افتتاح القاعة في لندن واستخدم القاعة لوضع العديد من الأشياء المثيرة والذي كان يكسب المال من خلال مبيعات التذاكر. وكان يشار إلى المتحف أو القاعة بأسماء مختلفة باسم متحف لندن أوالقاعة أو المتحف المصري أو متحف بولوك.
ولاقت القاعة نجاحا كبيرا مع عرض لآثار من عصر نابليون في عام 1816م بما في ذلك عربة نابليون التي تم أخذها في معركة واترلو وتم زيارتها من قبل حوالي 220.000 زائر وقد جمع بولوك جعل 35.000 جنيه استرلينى. وفي عام 1819م باع بولوك مجموعته الإثنوغرافية والطبيعية في المزاد العلني وحول المتحف إلى قاعة عرض. وفي وقت لاحق أصبحت القاعة مكانا رئيسيا لعرض الأعمال الفنية وكان لها ميزة كونها تقريبا المكان الوحيد في لندن القادر على عرض أعمال كبيرة حقا. وكان الدخول عادة قيمته شلن واحد. وفي عام 1820م عرضت لوحة طوافة قنديل البحر التي رسمها ثيودور جريكو واستمر عرضها من 10 يونيو حتى نهاية العام والتي لاقت اهتمام على لوحة بنيامين روبرت هايدون دخول المسيح إلى القدس والت كانت في المعرض في غرفة مجاورة. واستأجر هايدون غرف لإظهار أعماله في عدة مناسبات. وفي عام 1821م شمل المعارض عرض جيوفاني باتيستا بيلزوني عن قبر سيتي الأول في عام 1821م وجيمس وارد ولوحته العظيمة أليغوري من واترلو. وفي عام 1822م تم استيراد عائلة من لابى مع حيوانات الرنة ليتم عرضها أمام خلفية مرسومة وإعطاء فرصة قصيرة للزوار لركوب المزلقة .
أصبح صاحب الكتب جورج لاكنغتون صاحب القاعة في عام 1825م وذهب إلى استخدام المرافق لإظهار الإستعراضات والمعارض الفنية والإنتاج الترفيهي. وأصبحت القاعة مرتبطة بشكل خاص بالألوان المائية وعرضت جمعية الرسم الألوان المائية القديمة هناك بين عامى 1821م-1822م واستأجرت أيضا من قبل تشارلز هيث لعرض لوحاته بالمياه المائية بالتعاون مع جوزيف مالورد وليام تيرنر لعرض الصور في انكلترا وويلز. وعرض تيرنر في القاعة لعدد من السنوات وكان يستخدم أيضا كمكان للمعارض من قبل جمعية الرسامين في ألوان المياه.

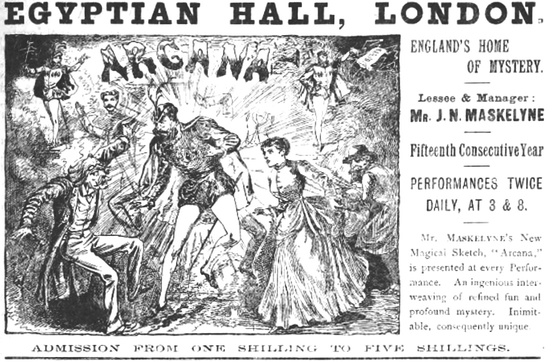
إعلان عن القاعة المصرية في عام 1888م.

وفي «معرض دودلي» في القاعة المصرية تم إيداع مجموعة من الصور التي تعود إلى إيرل دادلي أثناء إقامة معرضه الخاص في دودلي هاوس في بارك لين. وأعطت الغرفة اسمها إلى جمعية دودلي الفنية حيث أصبحت معرض (المعروف أيضا باسم جمعية الفن دودلي قديم) عندما تأسست في عام 1861م واستخدامها لمعارضها. كان المكان الذي تم اختياره لمعارضهم الأولى من قبل نادي الفن الإنجليزي الجديد .
استخدمت القاعة بشكل رئيسي في وسائل الترفيه الشعبية والمحاضرات. وبحلول نهاية القرن التاسع عشر كانت القاعة مرتبطة أيضا بالسحر والروحانية حيث أن عددا من الفنانين والمحاضرين قد استأجروها من أجل عروضهم. وفي عام 1873م تولى وليام مورتون إدارة القاعة وطورها من أجل زوارها والعارضين بها رواده مثل ماسكلين وكوك والتي استمرت إدارته للقاعة لمدة 31 عاما. وأصبحت هذه القاعة معروفة باسم منزل الغموض في إنجلترا. وقد نظمت العديد من الأوهام بما في ذلك معرض المظاهر الروحية الاحتيالية التي يمارسها المشعوذين . وكان العرض النهائي فيها كان في 5 يناير 1905.
وفي عام 1905 هدم المبنى لإفساح المجال لكتل من الشقق والمكاتب في 170-173 بيكاديللي. ونقل ماسكلين معروضاته إلى قاعة سانت جورج في قصر لنغام الذي أصبح يعرف باسم مسرح ماسكلين.

## روابط خارجية
- صور خارجية
- التاريخ والصور الداخلية والخارجية
- تاريخ القاعة المصرية